# Жамбылский сельский округ (Павлодарская область)
Жамбылский  сельский округ — административно-территориальное образование в Лебяжинском районе Павлодарской области.

## Административное устройство
1. село Жамбыл
2. село Жанатан
3. село Айтей
4. село Широкое